# Den svavelgula himlen
Den svavelgula himlen är en roman av den finlandssvenske författaren Kjell Westö, utgiven 2017. 

## Bakgrund och uppkomst
Kjell Westö hade tidigare skrivit den så kallade Helsingforssviten, de episka romanerna Drakarna över Helsingfors (1996), Vådan av att vara Skrake (2000), Där vi en gång gått (2006) och Gå inte ensam ut i natten (2009). Han har i intervjuer berättat att han under arbetet med den föregående romanen, Hägring 38 (2013), hade hittat ett "stramare och mer precist språk" och att han i Den svavelgula himlen hade försökt att kombinera detta med det episka anslag som hade präglat hans tidigare romaner.

## Handling
Handlingen utspelar sig i Helsingfors, där en ung pojke och hans relation till den välbärgade finlandssvenska överklassfamiljen Rabell står i centrum. Med sonen i familjen, Alex, utvecklar han en komplicerad vänskap, och med dottern, Stella, en invecklad kärleksrelation som kommer att pendla fram och tillbaka under decenniernas lopp. Romanen följer dem och personerna i deras närhet från 1960-talet till nutiden.    

## Mottagande
Romanen blev väl emottagen i flera tidningar och medier. 
I Dagens Nyheter skrev Björn Wiman: "Samma år som Finland firar sitt 100-årsjubileum som självständig nation kommer höstens bästa svenska roman från Finland. Åtminstone har jag svårt att föreställa mig att något under de kommande månaderna ska kunna överträffa finlandssvenske Kjell Westös nya roman Den svavelgula himlen." För Sveriges Radio skrev Ulla Strängberg: "Den svavelgula himlen är fem hundra sidor starkt beroendeframkallande epik. Kjell Westö i högform."  Anna Dönsberg skrev för Svenska Yle att Westö fördjupar teman och perspektiv ur tidigare romaner, samtidigt som de stora historiska händelserna inte är lika närvarande, men att "frågor om klass, begär och vänskap" fortfarande står i centrum, och att allt är "skildrat med stor värme och njutbart språk".
I Expressen skrev Annina Rabe att "[d]et är en fängslande och omsorgsfullt berättad roman, Kjell Westö är och förblir en av våra stora episka berättare" samtidigt som hon menade att det också finns "partier som blir lite konstruerade, till följd av ambitionen att täcka in all denna problematik. Det finns ibland en övertydlighet i vad personerna är satta att representera, en övertydlighet som tilltar ju närmare nutiden vi kommer". I Svenska Dagbladet skrev Jenny Aschenbrenner att "[d]et är något redovisande i Westös sätt att berätta. Personteckningarna känns bitvis trubbiga, många av romanfigurerna förblir schabloner [...] Men i stämningar, scener, perfekt funna detaljer som slår bågar från det lilla livet ut i det stora är Kjell Westö suverän".

## Film
Den svavelgula himlen spelades in i Finland under 2020 som film och TV-serie med filmpremiär 2021. Filmen regisserades av Claes Olsson efter manus av Claes Olsson och Erik Norberg.